# Рас-Камбони
Рас-Камбони или Камбони — город в Джубаленде (Сомали), в районе Бададе провинции Нижняя Джубба.
Расположен на небольшом мысу размером около 1 км, выдающемся в Индийский океан, около границы с Кенией; самый южный населённый пункт Сомали.
Некоторые американские источники утверждали, что он служил перевалочной базой для Аль-Каиды, а на расположенном рядом с Рас-Камбони острове Бадмадов (англ. Badmadow) существовала тренировочная база этой террористической организации. Под этим предлогом Вооружённые силы США наносили после событий 11 сентября 2001 года по территории Южного Сомали, и в частности Рас-Камбони и острову Бадмадов, неоднократные военные удары (так, по сообщениям CBS News, в 2007 году, во время очередной вертолётной атаки на Рас-Камбони и лежащий к северу от него город Афмадов, ВС США убили 31 мирного жителя, включая чету новобрачных).